# Mycena galericulata
Mycena galericulata é uma espécie de cogumelo da família Mycenaceae. É a espécie tipo do gênero Mycena.